# Antony Bek
Antony Bek (ok. 1245 - 3 marca 1311) – biskup Durham od 1284 roku i łacińskiego patriarchatu Jerozolimy.

## Życiorys
W 1270 roku wziął udział w krucjacie u boku króla Anglii Edwarda I. W 1284 został biskupem Durham cieszącego się dużą niezależnością, prawami bicia własnej monety ale też obowiązkiem utrzymywania własnej armii w celu obrony północno-wschodnich granic Anglii. W 1298 wziął udział jako dowódca część armii Edwarda I w bitwie pod Falkirk.